# Sperlingspapageien
Die Sperlingspapageien (Forpus) sind eine Gattung von kleinen Papageien, die zu den Neuweltpapageien (Arini) gehören. Die Vögel leben von Mexiko bis in die Mitte Südamerikas.

## Aussehen
Sperlingspapageien sind kurzschwänzige Vögel von 10 bis 13 cm Länge, nur der Gelbmasken-Sperlingspapagei (F. xanthops) ist mit 14–15 cm Länge etwas größer. Das Gefieder ist überwiegend grün oder gelbgrün gefärbt. Leuchtend blaue Gefiederpartien haben nur die Männchen. Blau gefärbt können insbesondere Bürzel, Nacken und Teile der Flügel sein. Bei angelegten Flügeln reichen ihre Spitzen bis zum Ende des Schwanzes.

## Sonstiges
Mehrere Arten werden als Heimtiere gehalten, am häufigsten der Himmelsperlingspapagei (F. coelestis), der in der Schweiz und in Österreich auch als Blaunacken- oder Graurücken-Sperlingspapagei bezeichnet wird. Eine paarweise Haltung der Sperlingspapageien ist unbedingt erforderlich. Die Mindestgröße der Voliere beträgt 1m*0,5m*0,5m (lbh). Mittlerweile gibt es bei mehreren Arten Mutationen – vor allem in Gelb, Blau und gescheckt.

## Arten
Die Gattung besteht aus 9 Arten.
- Blaubürzel-Sperlingspapagei (F. cyanopygius (Souancé, 1856))
- Dickschnabel-Sperlingspapagei (F. crassirostris (Taczanowski, 1883))
- Türkissperlingspapagei (F. spengeli (Hartlaub, 1885))
- Grünbürzel-Sperlingspapagei (F. passerinus (Linnaeus, 1758))
- Blauflügel-Sperlingspapagei (F. xanthopterygius (von Spix, 1824))
- Brillensperlingspapagei (F. conspicillatus (Lafresnaye, 1848))
- Schwarzschnabel-Sperlingspapagei (F. modestus (Cabanis, 1849))
- Himmelsperlingspapagei (F. coelestis (Lesson, 1847))
- Gelbmasken-Sperlingspapagei (F. xanthops (Salvin, 1895))

## Etymologie und Forschungsgeschichte
Als Georges Cuvier im Jahr 1800 die neue Gattung der Edelsittiche (Psittacula) einführte, wurden auch Sperlingspapageien in diese Gattung eingeordnet. Der Grünbürzel-Sperlingspapagei und der Kubasittich passten nicht so richtig in die neue Gattung, aber auch nicht in die Gattung der Keilschwanzsittiche (Aratinga). Somit wurde eine neue Gattung erforderlich.
Für die Etymologie des Wortes Forpus gibt es keine Erklärung. Es wurde vermutet, dass es sich aus dem griechischen φορέω phoreō für „etwas tragen“, „mit etwas ausgestattet sein“ und πούς pous für „Fuß“ zusammensetzt. Arthur Alfred Prestwich stellte in seinem Buch I Name This Parrot. Brief biographies of men and women in whose honour commemorative names have been given die These auf, dass es sich vom lateinischen „profus“ für „sich ausbreiten“, in Anspielung auf ihre kurzen, keilförmigen Schwänze, ableiten könnte.